# Ronald Laskey

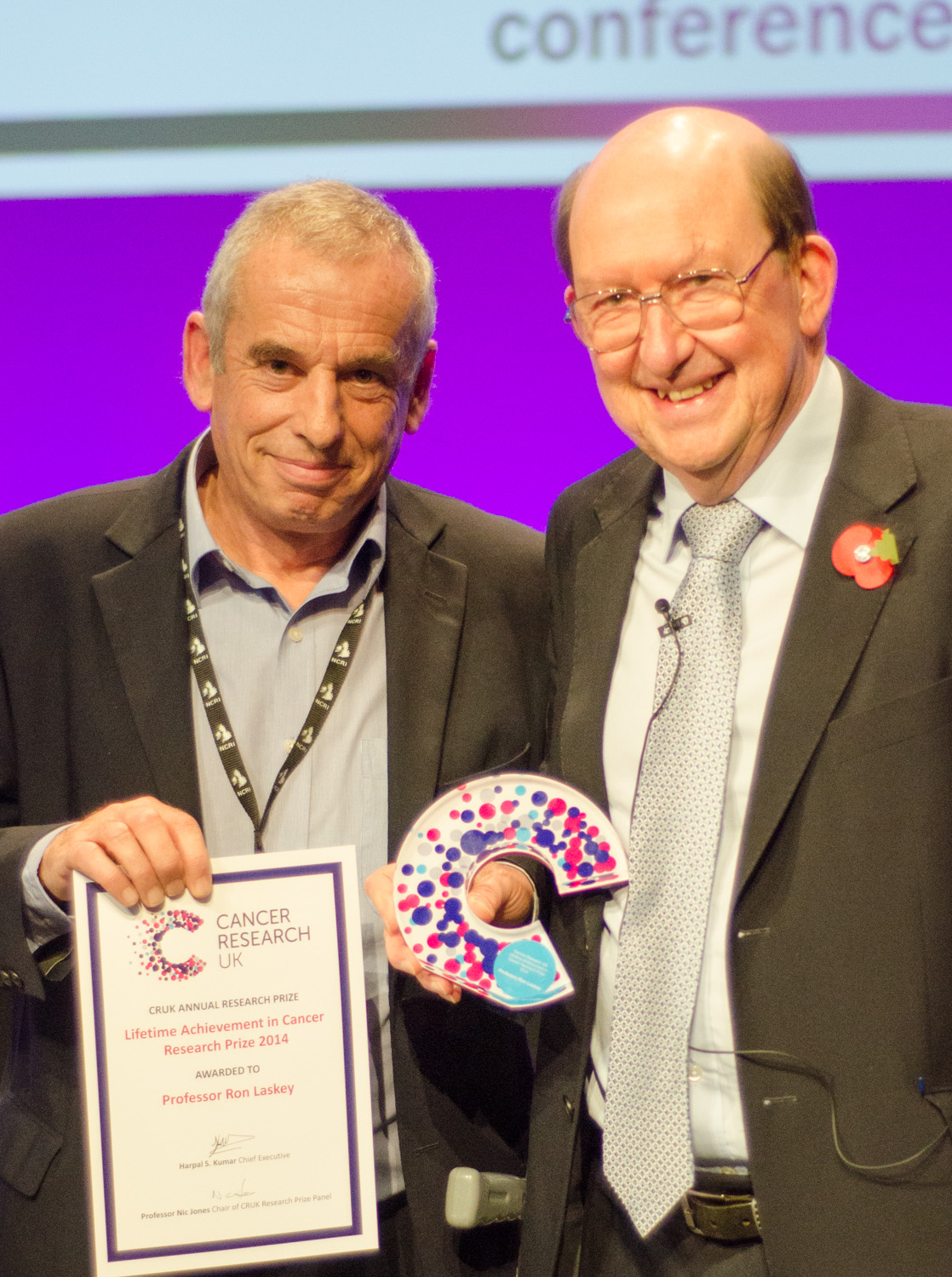
Laskey (rechts) mit Nic Jones

Ronald Alfred „Ron“ Laskey (* 26. Januar 1945) ist ein britischer Zellbiologe, Embryologe und Krebsforscher.

## Leben
Er war Charles Darwin Professor für tierische Embryologie in Cambridge von 1983 bis 2011. Außerdem war er Gründer und Ehren-Direktor der Cancer Cell Unit des Medical Research Council von 2001 bis 2010.
Er befasste sich mit Kontrolle der DNA-Replikation und Transport von RNA und Proteinen zwischen Zellkern und Zytoplasma (Entdeckung des Importin). Beim Studium der DNA-Replikation im Froschei führte er das Konzept der Licensing Factors ein, komplexe Moleküle, die beim Eindringen in den Zellkern einen Zellzyklus auslösen.
Er konnte ein in vitro System der Vervielfältigung menschlicher DNA entwickeln. In der Krebsforschung fand er Hinweise, dass einige Proteine im Zellkern als spezifische Marker für bestimmte Krebsarten dienen können.
1998 erhielt er den Louis-Jeantet-Preis. 2001 hielt er die Croonian Lecture, 2014 den Lifetime Achievement Award von Cancer Research UK und er erhielt die Colworth Medal. 1984 wurde er Fellow der Royal Society und 2011 wurde er CBE. Er war Präsident der Biochemical Society und der British Society for Cell Biology. Außerdem war er Vizepräsident der Academy of Medical Sciences und er ist seit 1989 Mitglied der Academia Europaea. 2009 erhielt er die Royal Medal der Royal Society.
1991 war er Mitgründer des Wellcome Trust/Cancer Research Campaign Institute (heute Wellcome Trust/Cancer Research UK Gurdon Institute).
Er veröffentlichte CDs mit Songs for Cynical Scientists.